# Каран (должность в Персии)
Каран (др.-греч. κάρανος, др.-перс. kārana)— должность в Персидской империи при царях из династии Ахеменидов.
В историографии существуют две точки зрения по вопросу о функциях карана:
- караны были военачальниками, имевшими в своем подчинении сатрапов, то есть просто представители персидской администрации рангом выше сатрапа
- караном в Ахеменидской державе называли любого военачальника, назначенного царём для руководства той или иной военной кампанией.

Предполагается, что Держава Ахеменидов, кроме сатрапии, были разделены на 4 или же 7 военных областей, во главе которых стояли караны.